# Коса Мээчкын
Мээчкын (Мээскын) — коса на Чукотке, является одной из самых длинных в мире — 60 км. Фактически является островом. Омывается водами Анадырского залива Берингова моря.
Находится на территории Иультинского района Чукотского автономного округа России.
Название в переводе с чукот. Мъыскын — «холм» (по песчаным холмам, имеющимся на косе).
Коса вытянута в широтном направлении, крайняя восточная точка — мыс Рэткын. Отделена от материка проливом Каманавыт. На западной оконечности косы — мысе Мээскын, расположен навигационный маяк.
Сама коса и прилегающая территория является зоологическим памятником природы. Здесь находится уникальное лежбище моржей, а также место гнездования кулика-лопатня, занесённого в Красную книгу РФ. На косе, по предварительным данным, произрастает не менее 70 видов сосудистых растений.

## Топографические карты
- Лист карты Q-1-XIX,XX. Масштаб: 1 : 200 000. Указать дату выпуска/состояния местности.
- Лист карты Q-1-XXI,XXII. Масштаб: 1 : 200 000. Состояние местности на 1969 год.